# Мезальянс

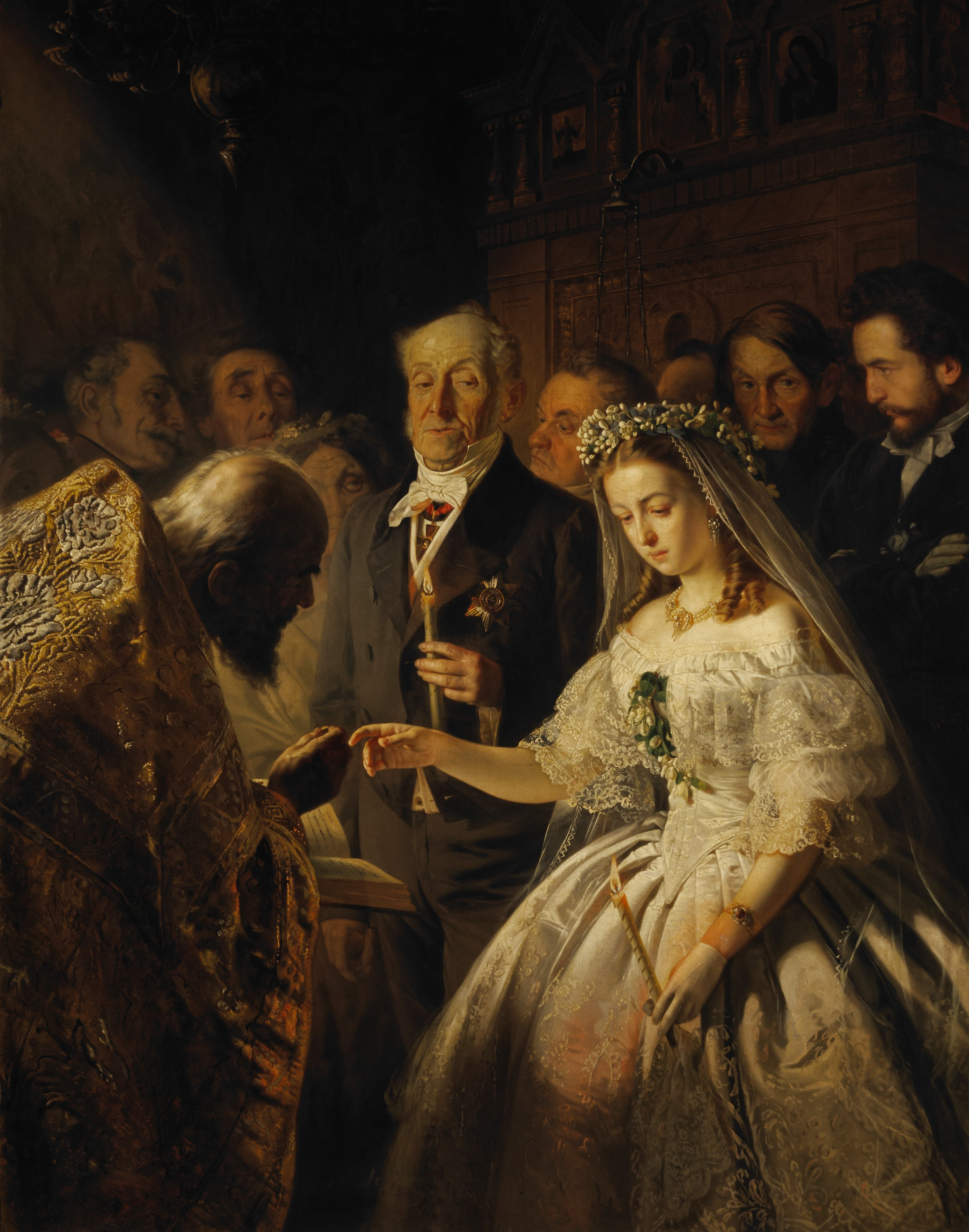
В. В. Пукірєв, «Нерівний шлюб» (1862)

Мезалья́нс (фр. mésalliance) — шлюб між людьми різного стану, класів, що сильно відрізняються майновим або соціальним становищем.
Здебільшого в результаті нерівного шлюбу чоловік або дружина нижчого соціального походження досягають того ж положення, як і більш високопоставлений чоловік (дружина). Наприклад, жінка, що одружилася з дворяном, сама ставала дворянкою. Якщо цього не відбувається, такий нерівний шлюб діставав назву морганатичного.
У становому суспільстві мезальянс, як правило, засуджувався. Особливо це стосувалося давньої Індії, де в деяких випадках він карався смертю, а діти від такого шлюбу опинялися поза кастами, тобто нижче обох батьків.
Тема мезальянсу доволі часто використовувалася у творах XVIII — початку XX століть. Одна з п'єс Бернарда Шоу має відповідну назву: «Мезальянс».